# 9P/Tempel 1
A 9P/Tempel 1 periodikus üstökös.

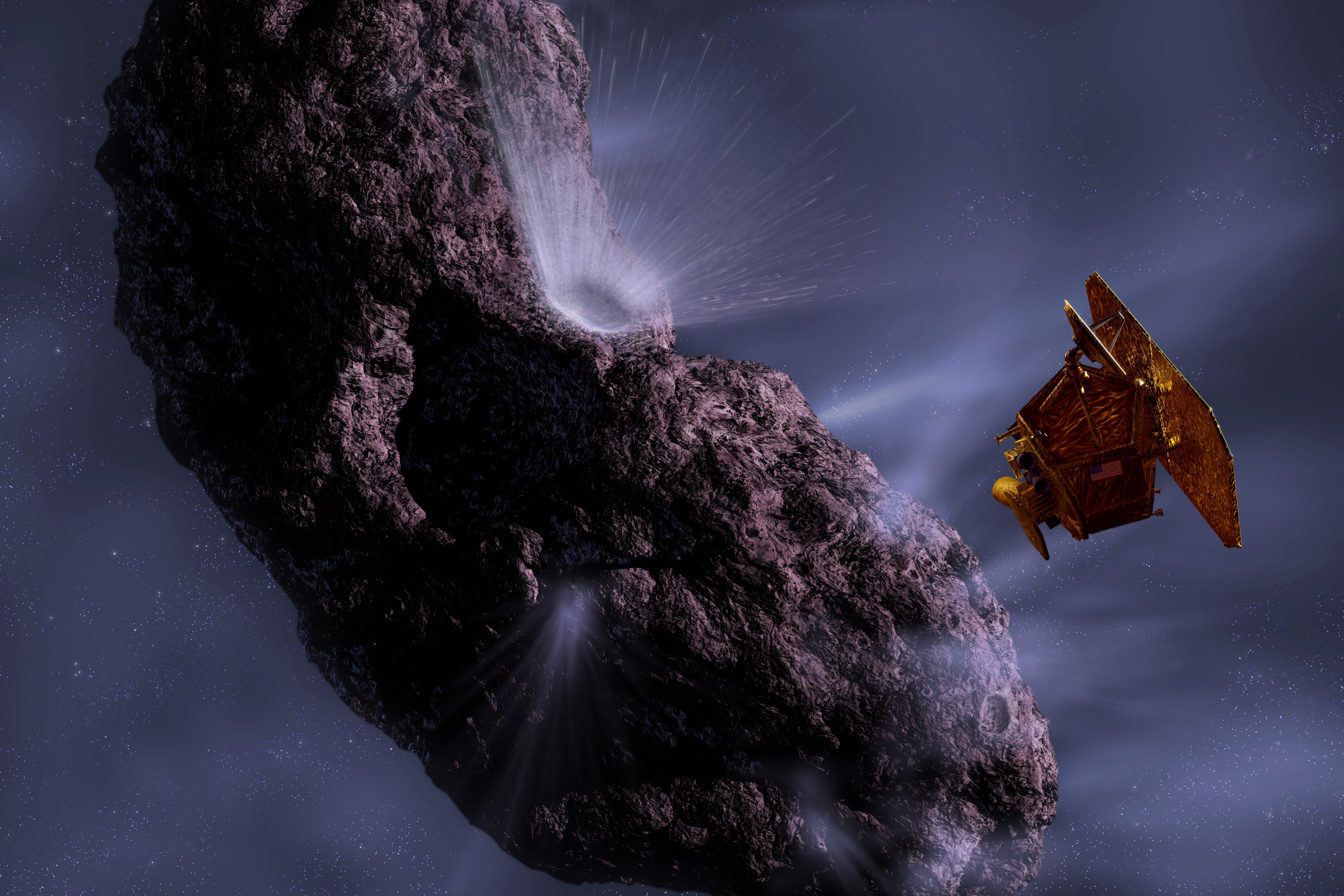
Művészi illusztráció. 2005. július 4-én a 9P/Tempel 1 üstökösbe csapódott a NASA Deep Impact szondájának több mint 300 kilogrammos „leszállóegysége”

1867. április 3-án Ernst Wilhelm Leberecht Tempel Marseille-ben dolgozó német csillagász fedezte fel. A felfedezés idején periódusa 5,68 év volt, de a Jupiter zavaró hatása miatt a periódusidő mára lecsökkent 5,5 évre.
A Tempel 1 nem egy fényes üstökös; fényessége napközelben is maximum 11 magnitúdó volt, jóval a szabadszemes láthatóság alatt. Átmérőjét 6 kilométerre becsülik. Forgása lassabb, mint a Földé.
Pályája a Mars és a Jupiter között helyezkedik el, a Naptól való távolsága nagyjából 1,5 CsE ez azonban a Jupiter közelsége miatt változik, távolsága a Naptól fokozatosan növekszik. A pálya excentricitása 2008-ban 0,5.
2005. július 4-én a Tempel 1-be csapódott a NASA Deep Impact szondájának több mint 300 kilogrammos „leszállóegysége”. A keletkezett kráter méreteit még nem ismerjük pontosan, valószínűleg 200 méter átmérőjű és 30–50 m mély. Az értékek lehetnek kisebbek is, a Tempel 1 belső szerkezetétől függően. Az üstökösből kiszabadult anyagot a szonda másik része figyelte.